# Ahin Posh
Ahan Posh or Ahan Posh Tape  (en persa: آهن پوش‎, romanizado: âhan puš “cubierta de hierro—lugar—”) es un antiguo complejo budista con una  estupa y un vihara situado en los alrededores de Yalalabad, Afganistán, datado hacia 150-160 d. C., en la época del Imperio kushan.
La estupa fue excavada por primera vez por William Simpson en febrero de 1879. Despejó la base de la estupa y excavó un túnel hasta el centro. En la excavación se encontraron los restos de una colosal estatua de Buda Gautama de arcilla recubierta de estuco a la entrada de la puerta principal, con pies de 58 centímetros de longitud. La estupa estaba decorada con capiteles indo-corintios, capiteles indo-persas, y capiteles de orden jónico típicos de la época romana. Algunos capiteles indo-corintios tenían budas sentados entre el follaje. Se encontró un compartimento de depósito de reliquias en el centro de la estupa Ahin Posh, al que se accedía por un túnel excavado por Simpson. El depósito incluía un amuleto de oro de Gandhara con incrustaciones de granate, en el que se encontraron dos monedas: una de Vima Kadphises y otra de Kanishka. En total, se encontraron numerosas monedas de reyes del Imperio kushán en el compartimento del depósito central: diez monedas de Vima Kadphises (c. 113-127 d. C.), seis monedas de Kanishka, incluida una con una imagen de Buda de pie, y una moneda de Huvishka (c. 150-190 d. C.).
También se encontraron monedas romanas en el yacimiento: un áureo de oro del emperador romano Domiciano (81-96 d. C.), una moneda de oro del emperador romano Trajano (98-117 d. C.) y un áureo de oro de Vibia Sabina, esposa de Adriano (117-138 d. C.). En la moneda de Sabina, aparece titulada «Agusta»" título que recibió en 117 d. C., en el momento en que Adriano fue proclamado emperador. Por lo tanto, la dedicación final de la estupa de Ahin Posh tuvo lugar necesariamente después de esta fecha, probablemente durante las décadas posteriores al año 120 d. C.
Este depósito forma parte ahora de las colecciones del Museo Británico.

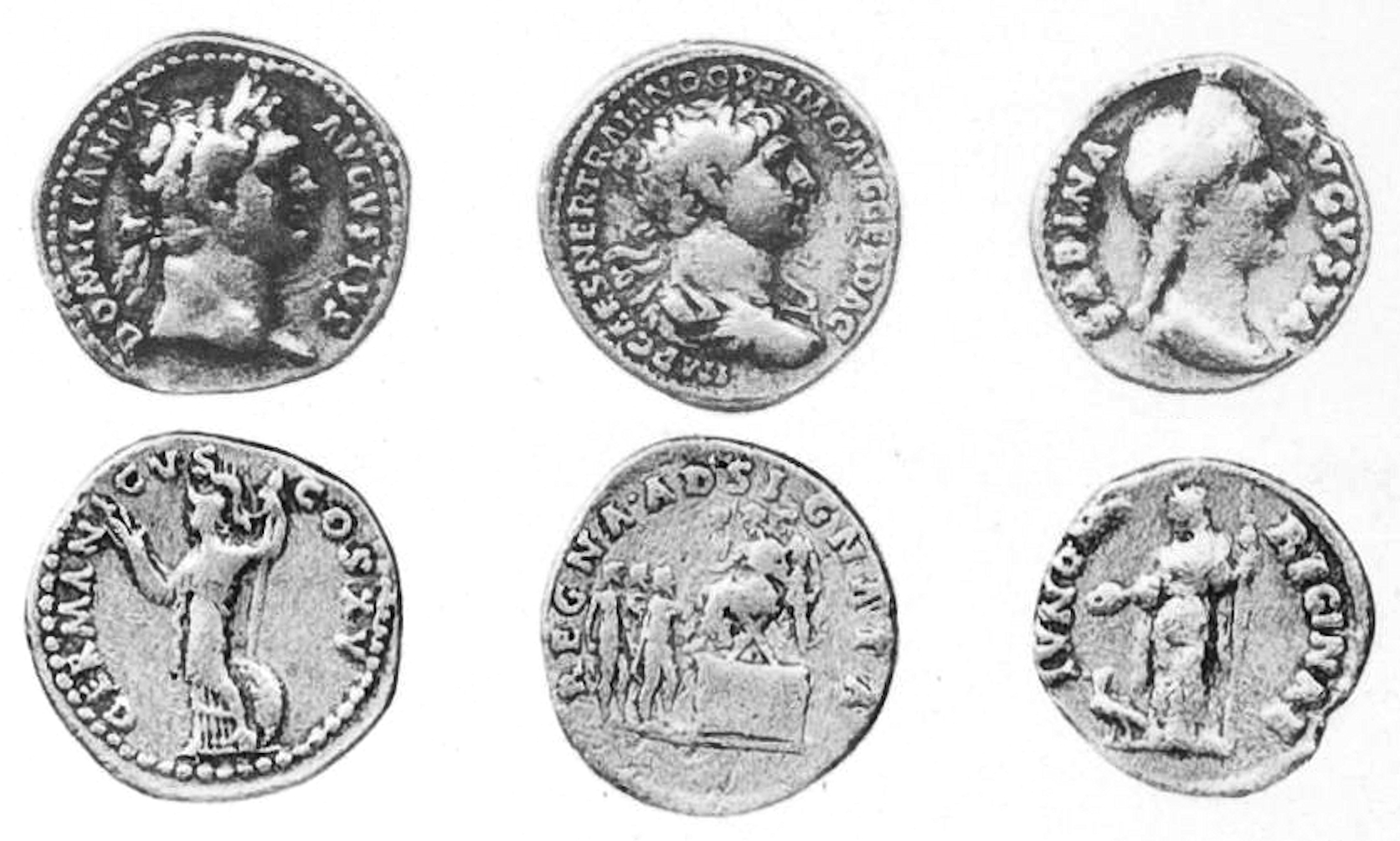
Las tres monedas romanas encontradas en el depósito central de Ahin Posh.
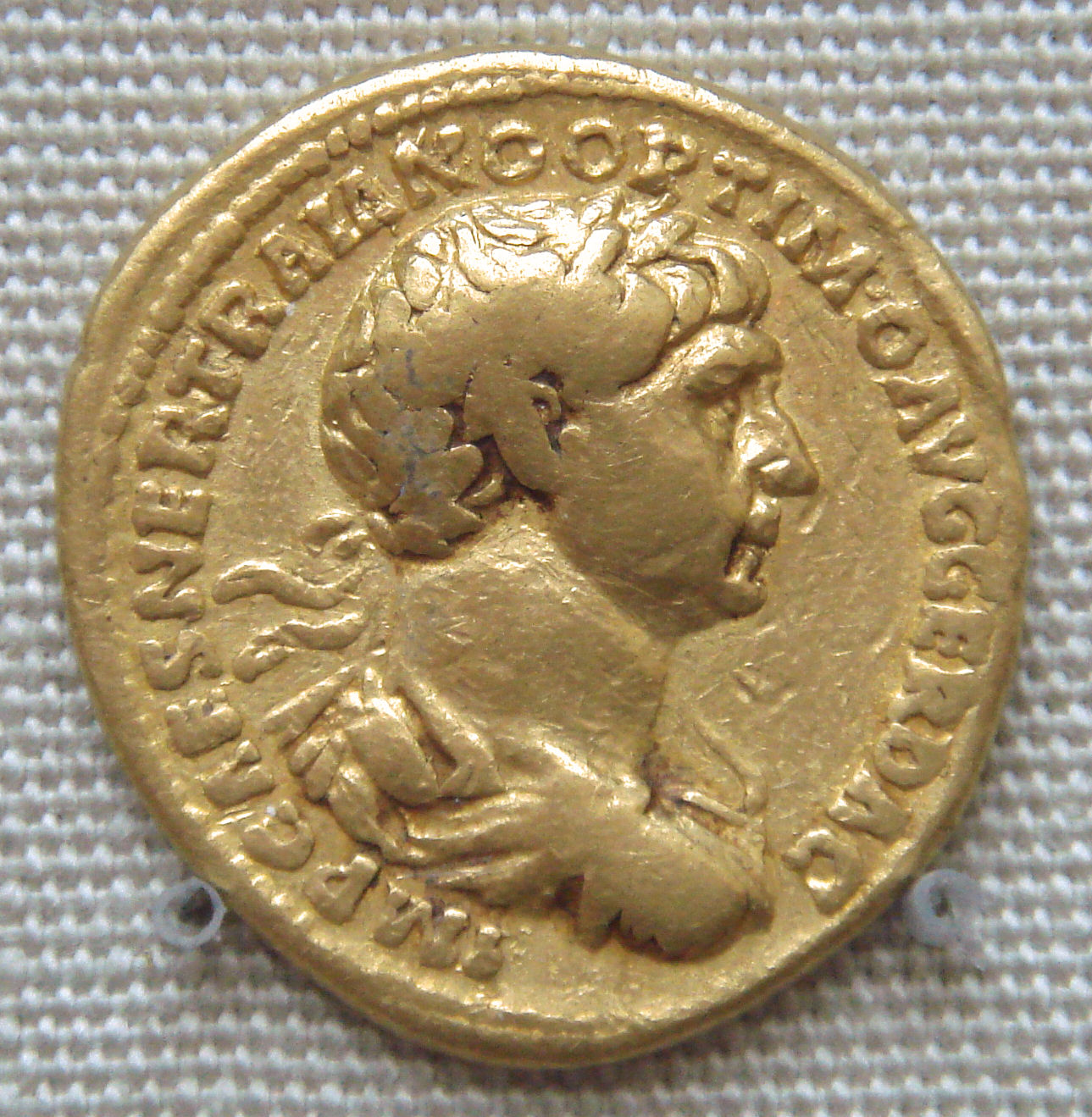
Moneda del emperador romano Trajano, hallada junto con monedas de Kanishka, en Ahin Posh.
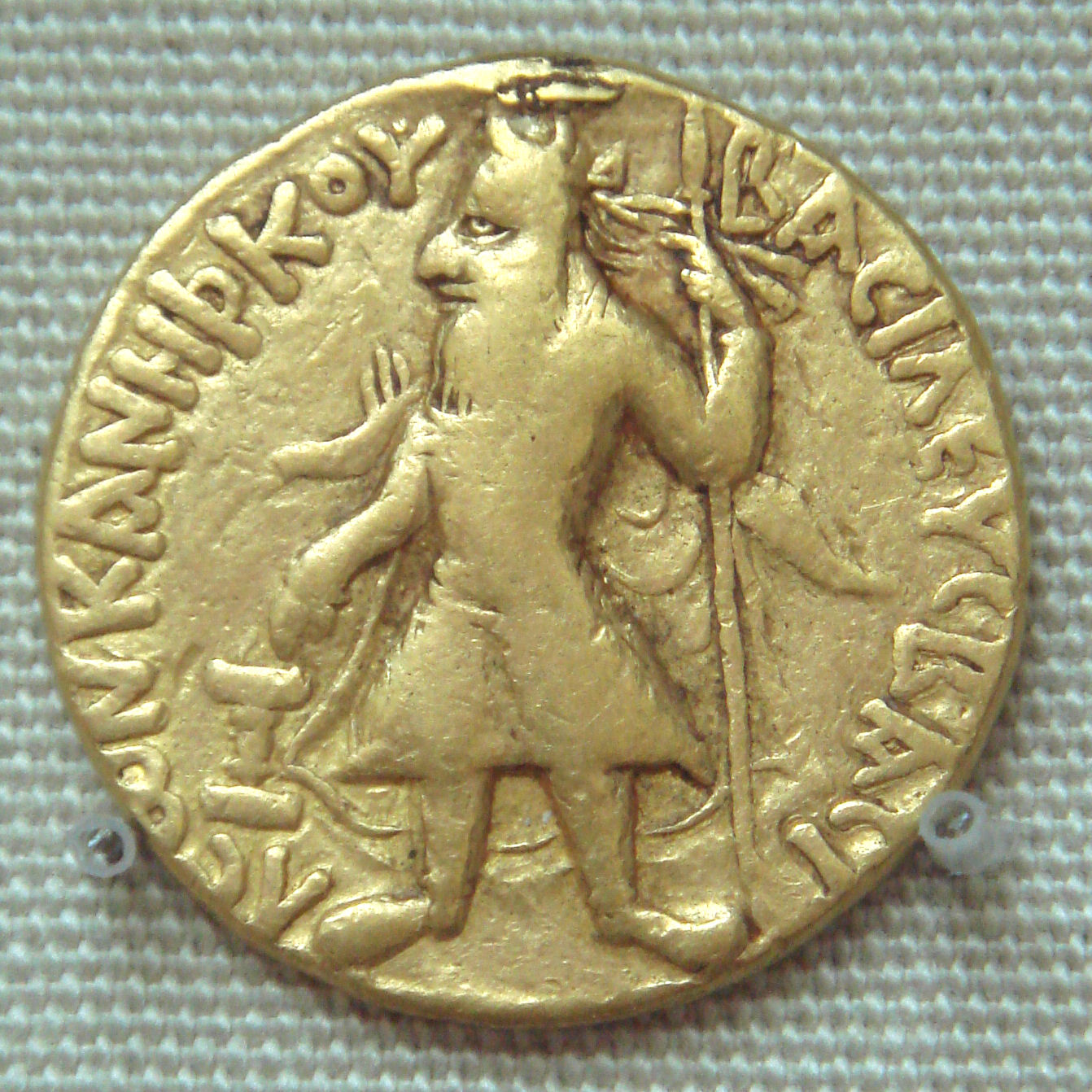
Moneda de Kanishka, encontrada en Ahin Posh. Figura la diosa Selene ("ϹΑΛΗΝΗ") en el reverso .
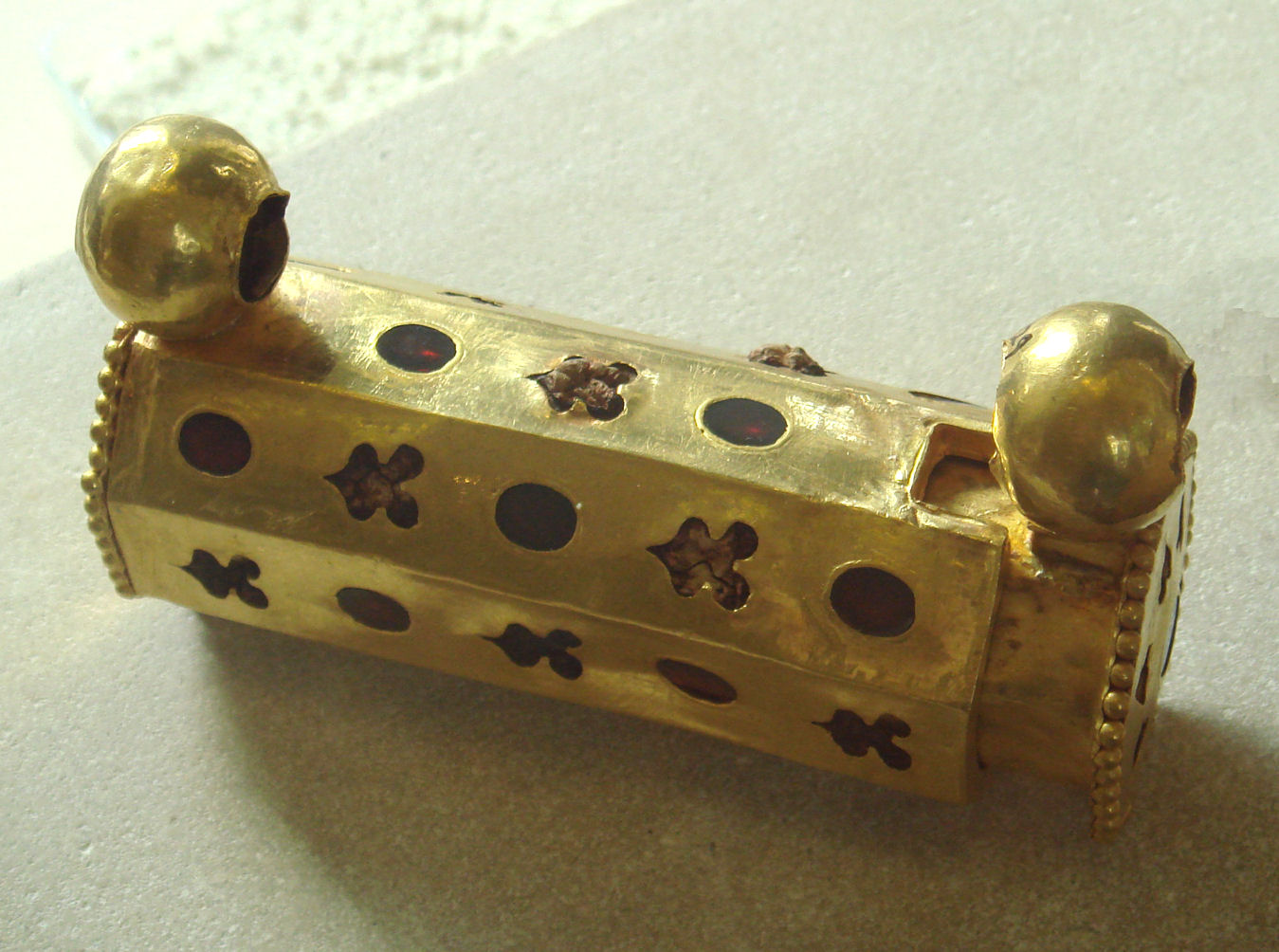
El amuleto de oro que contenía monedas de Vima Kadphises y Kanishka, actualmente en el Museo Británico.
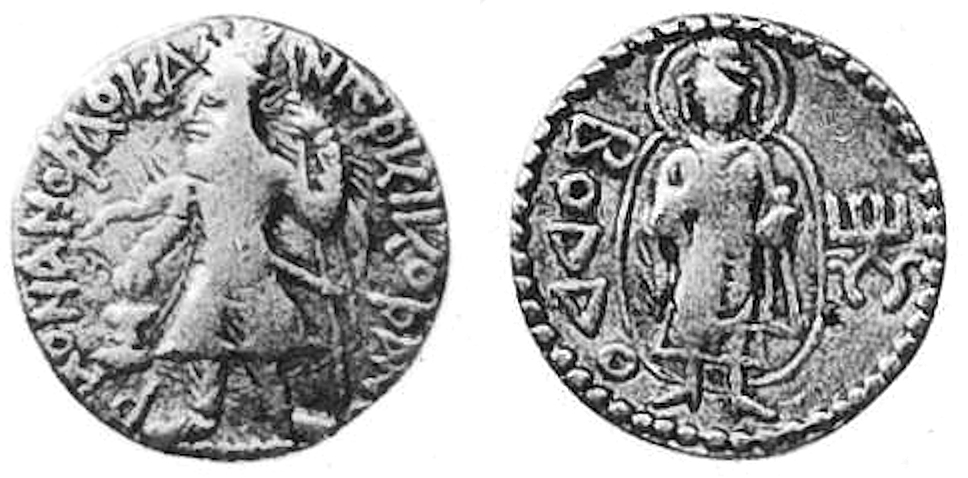
Moneda de oro de Kanishka, con representación de Buda, hallada en Ahin Posh.
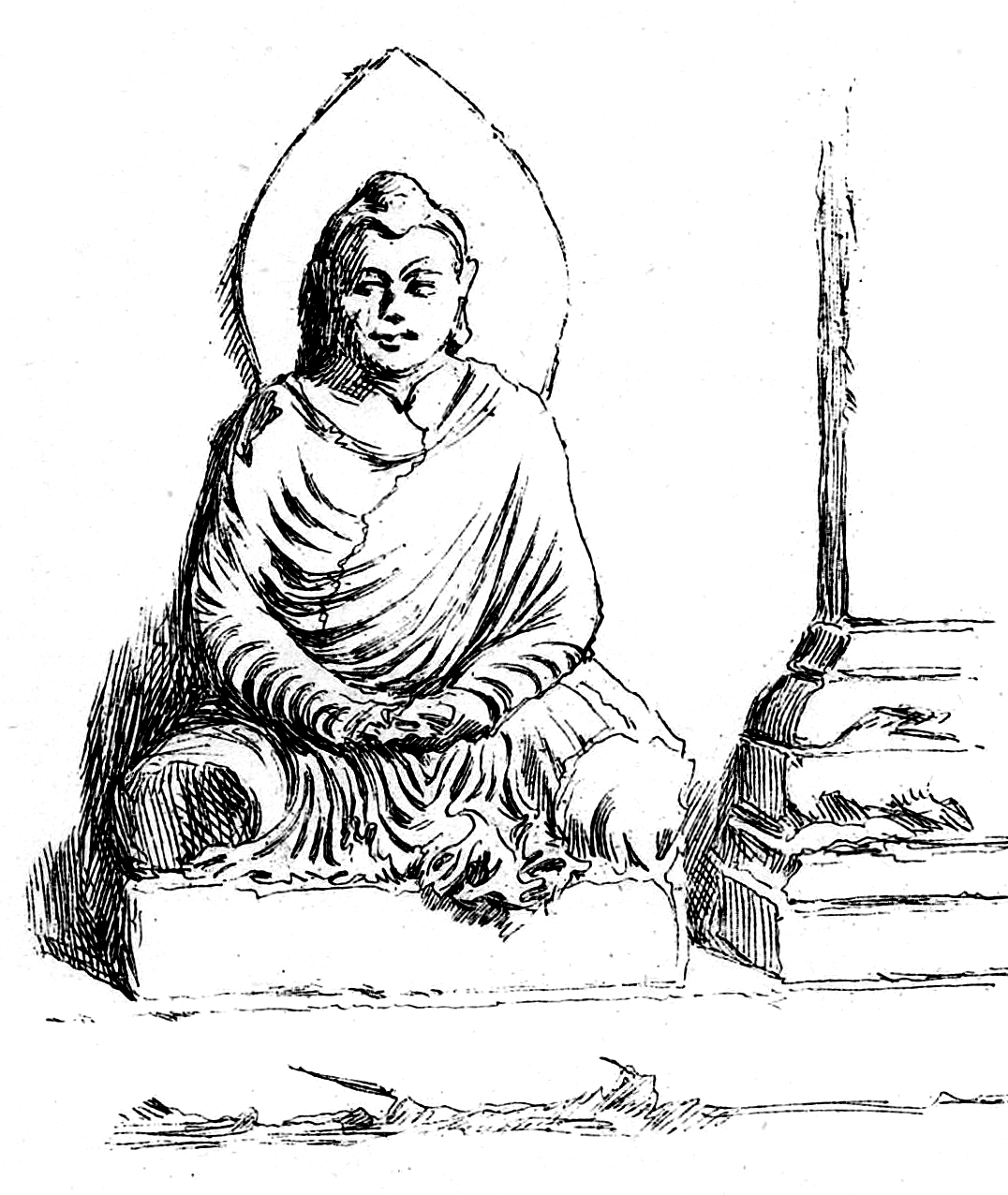
Estupa Ahin Posh Buda, Simpson 1878.
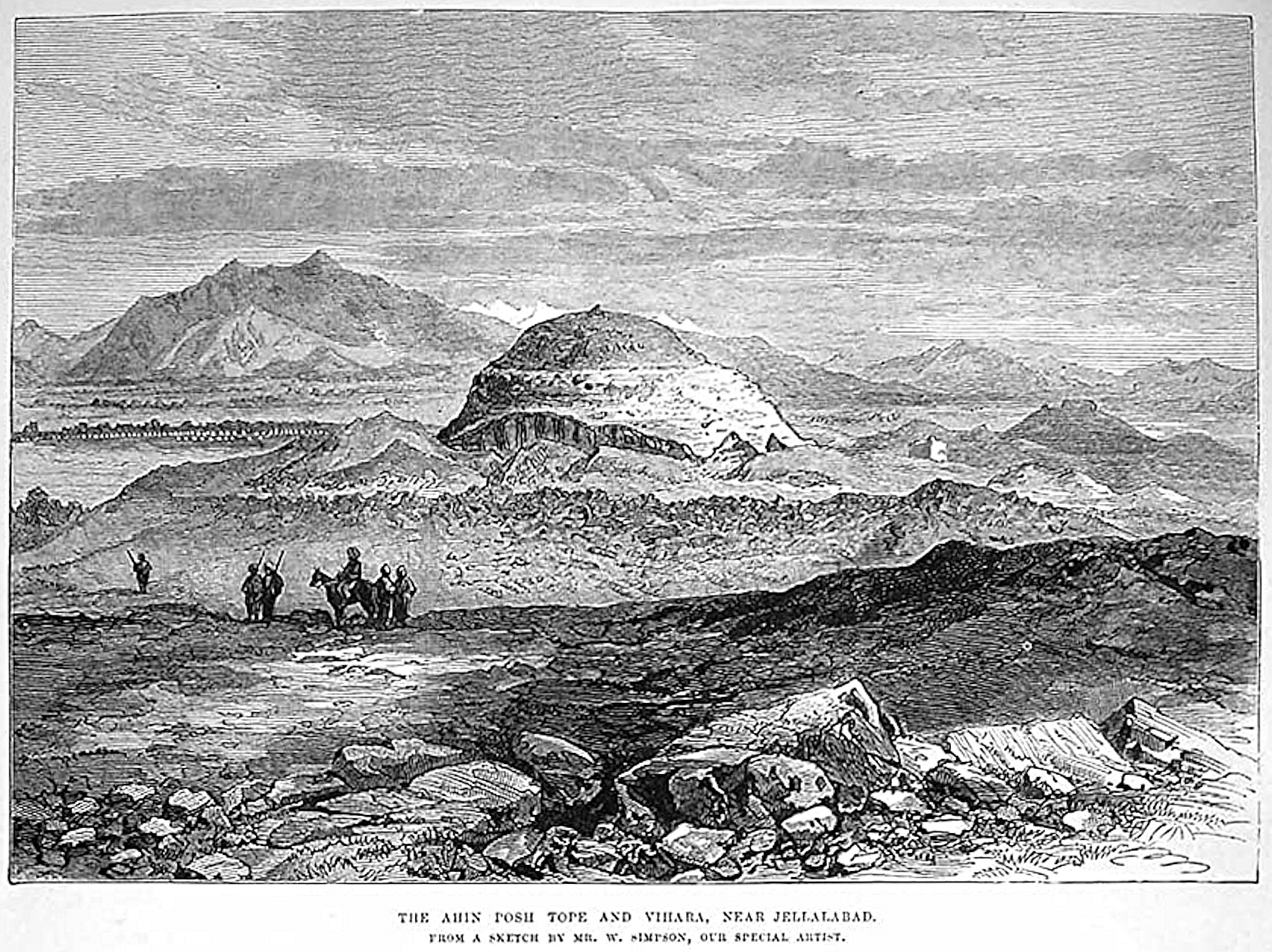
Vista de las ruinas de la estupa de Ahin Posh, Illustrated London News 16 de agosto de 1879.
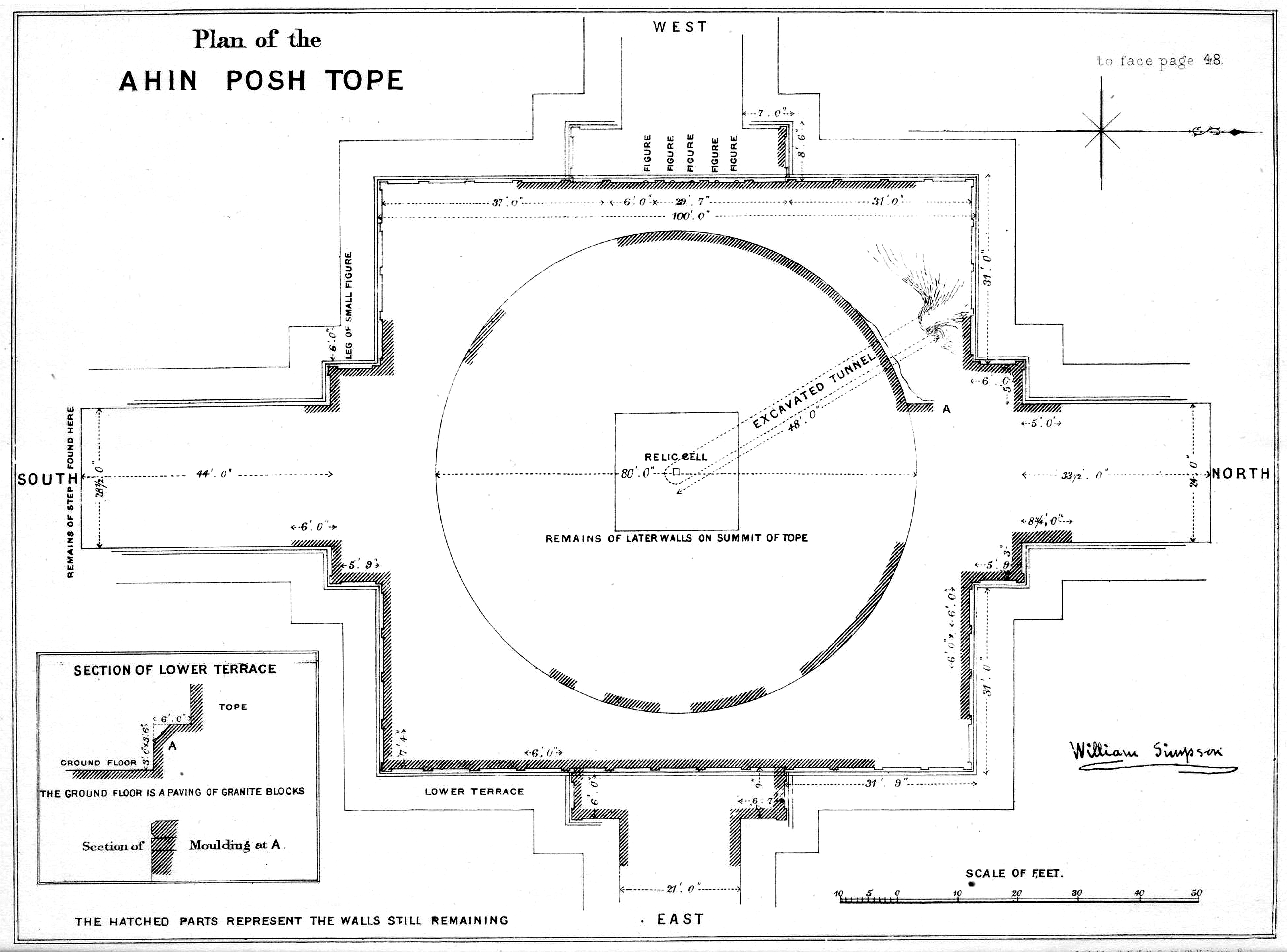
Plano de la estupa Ahin Posh, de William Simpson en 1878.
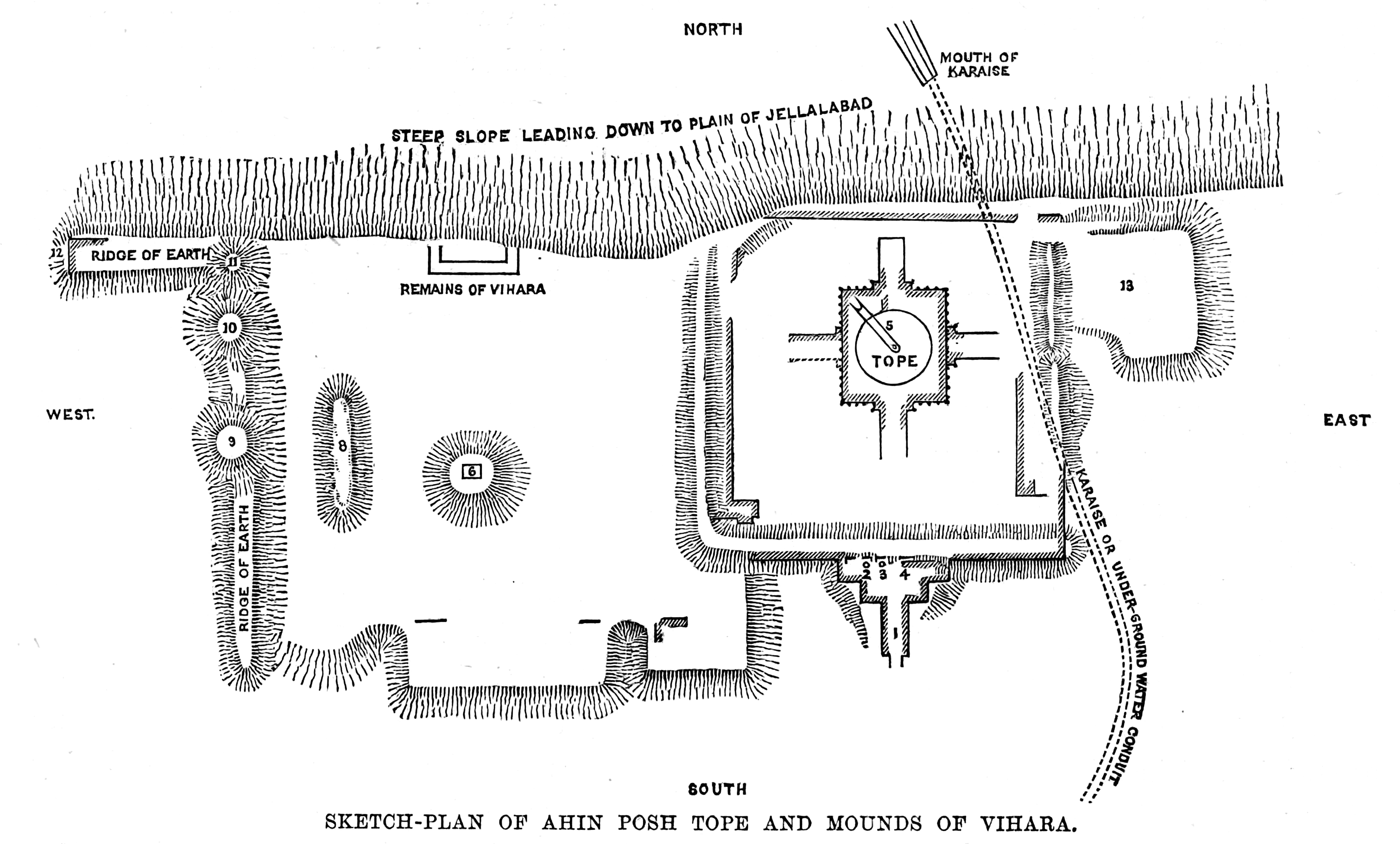
Estupa Ahin Posh y vihara al lado, Simpson 1878
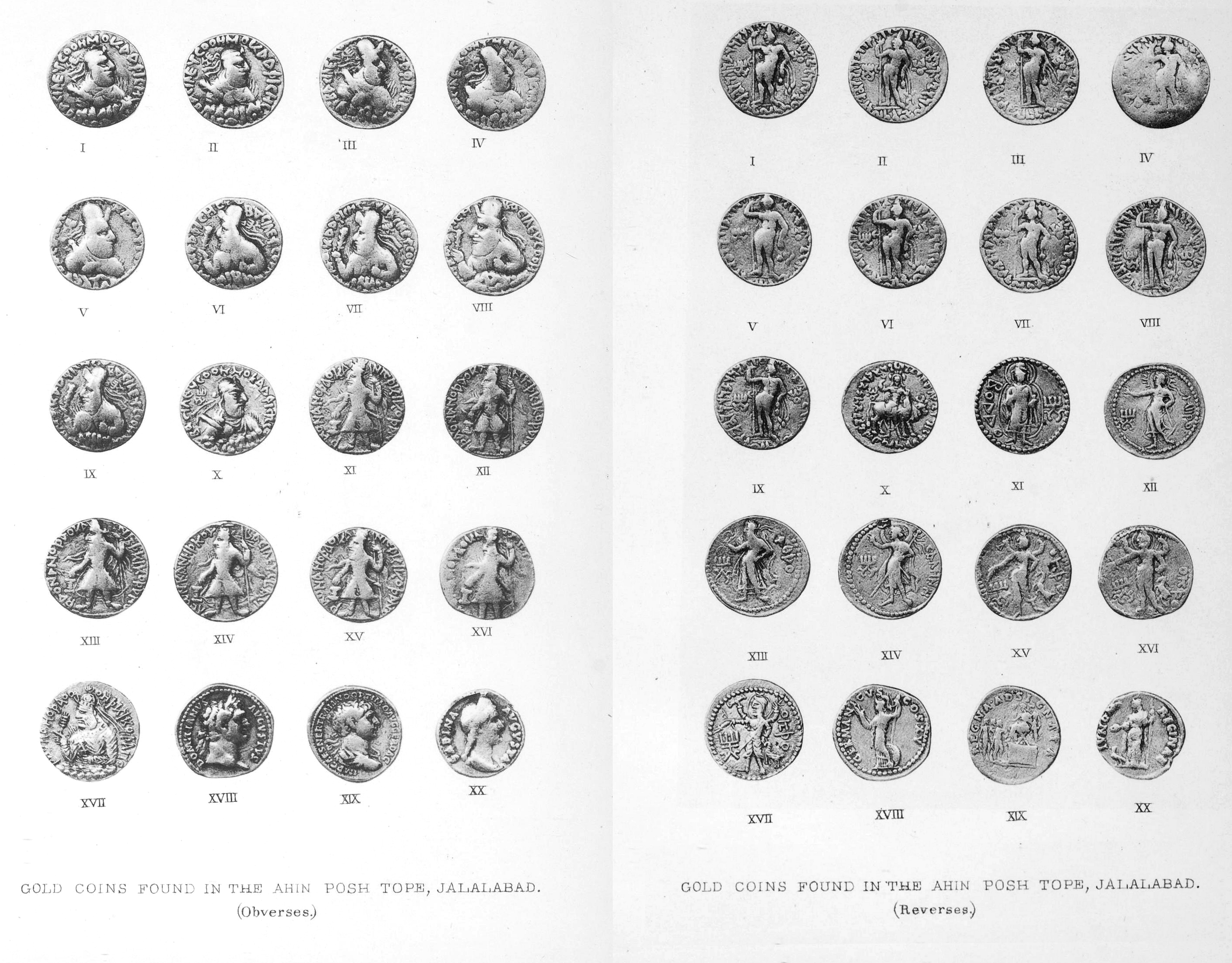
Todas las monedas encontradas en la cámara central de Ahin Posh.